# Defektologie
Der Begriff Defektologie (von lat. defectus: Fehler) entstand in den 1910er Jahren in Russland und wurde vor allem in der Sowjetunion benutzt.
Defektologie bezeichnet ein interdisziplinäres Wissenschaftsgebiet, das sich mit den psycho-physiologischen Entwicklungsbesonderheiten von Menschen mit Handicap und den Regeln ihrer Bildung und Erziehung beschäftigt. Kern der Defektologie ist die Sonderpädagogik mit ihren Fachrichtungen. Daneben umfasst sie auch Bereiche der Psychologie und der Medizin sowie die Rehabilitationstechnik. Der Begriff war auch in der Pädagogik der DDR und im gesamten Ostblock üblich. In Westeuropa galt er als zu abwertend.

## Theorie und Umsetzung in der Sowjetpädagogik
Die Theorie der Defektologie hat der russische Psychologe L.S. Wygotski († 1934) wesentlich geprägt, der in den 1920er Jahren den sozialen Charakter physischer und psychischer Beeinträchtigungen herausstellte: Jede physische Schädigung verändert nicht nur die Beziehung des Geschädigten zur Welt, sondern wirkt auf seine zwischenmenschlichen Beziehungen ein, wird evtl. als sozial unangepasstes (anomales) Verhalten erlebt. Pädagogische Förderung richtet sich daher nicht nur auf die organische Schädigung (Primärdefekt), sondern auf die Erschwernisse in den verschiedenen Persönlichkeits- und Lernbereichen (Sekundärdefekt).
Durch Stalin kam es in den 1930er Jahren zu einem Kurswechsel in der Psychologie, die nur noch auf naturwissenschaftlicher Grundlage betrieben werden sollte nach dem Vorbild von Pawlows Reflexologie. Neurosen und Psychosen wurden allenfalls durch Hypnose behandelt. Damit wurden sozialpsychologische Heilmethoden zurückgedrängt. Die Bevölkerung sollte nach einem Wunsch Stalins, der viele Kriegsinvalide im Nachkriegs-Moskau sah, sie im Alltag nicht wahrnehmen, schwerbehinderte Kinder sollten nicht in den Familien aufwachsen. Die Invaliden aus dem Weltkrieg erhielten vorwiegend technische Hilfsmittel. Behinderte Menschen wurden vor allem an ihrer Produktivität gemessen. Je weniger produktiv ein Mensch mit einer Behinderung zu sein schien, desto stärker wurde er gesellschaftlich marginalisiert und stigmatisiert. Das Idealbild war der arbeitsfähige „nützliche Behinderte“, wie es der beinamputierte Kampfflieger Alexei P. Maressjew vorgemacht hatte. Schülern mit schwerem, insbesondere geistigem Handicap (Oligophrenie) wurde keine besondere Bedeutung beigemessen, da sie für die sozialistische Gesellschaft keine Rolle spielen würden.
Nach der Entstalinisierung wurde Wygotski allmählich rehabilitiert, doch in der Sowjetpädagogik wurde seine Theorie praktisch immer noch wenig oder einseitig umgesetzt. Menschen mit psychischen Beeinträchtigungen leben bis in die Gegenwart in sogenannten Psychoneurologischen Internaten (PNI) mit bis zu 1000 Bewohnern unter menschenunwürdigen Lebensumständen.

## Institut für Defektologie
Nach der Revolution 1917 wurde eine private Sanatoriumsschule in Moskau für behinderte Kinder verstaatlicht, dem Volkskommissariat für Bildung unterstellt und in Medizinische pädagogische Station umbenannt, die der Psychiater Wsewolod Kaschtschenko (1870–1943) bis 1927 weiter leitete. Er prägte vermutlich um 1912 in einigen Aufsätzen den Terminus Defektologie, wobei er die schon ältere Heilpädagogik aus Deutschland und Österreich kannte. Ihm ging es um die sozialen Ursachen der Störungen von Kindern und Jugendlichen, nach dem Umzug vom Land in die Stadt, in den Revolutionskämpfen. Bei den herrschenden Bolschewiki stieß dies zunächst auf positive Resonanz, da sie über soziale Maßnahmen die Menschen bessern zu können glaubten.
Seit der Gründung im Jahr 1929 hat das daraus hervorgehende Forschungsinstitut seinen Namen wiederholt geändert:
- 1929–1934 – Institut für experimentelle Defektologie (EDI) unter L S. Wygotski: Ein umfassender medizinisch-psychologisch-pädagogischer Ansatz für das Studium von Kindern mit sonderpädagogischem Förderbedarf wurde entwickelt, dessen Studien ein differenziertes System der Sonderpädagogik im Land gewährleisten sollten.
- 1934–1943 – Wissenschaftliches und praktisches Institut für Sonderschulen und Waisenhäuser des Volkskommissariats der RSFSR
- 1943–1992 – Forschungsinstitut für Defektologie der Akademie der Pädagogischen Wissenschaften der RSFSR: Mitte der 1960er Jahre umfasste das Institut 24 Laboratorien, deren Forschung ein breites Spektrum abdeckte: Taubheit und Hörverlust, Blindheit und Sehschwäche, geistige Behinderung, Sprachstörungen, motorische Beeinträchtigungen, kombinierte Defekte (Taubblindheit). Im Blickfeld standen Kinder im Vorschul- und Schulalter sowie Erwachsene mit Hör- und Sehstörungen. Bis Ende der 1980er Jahre wurden acht Arten von Sonderschulen (15 Arten von Sonderpädagogikprogrammen) kombiniert, darunter ein differenziertes System der Vorschulerziehung für verschiedene Kategorien von Kindern mit Entwicklungsstörungen.
- seit 1992 – Institut für Korrektive Pädagogik der nachfolgenden Russischen Akademie für Bildung[9]: Dazu gehört nach russischem Verständnis die Strafvollzugspädagogik.

In der sowjetischen Akademie der Medizinischen Wissenschaften gab es ein korrespondierendes Institut zur Rehabilitationsmedizin.

## Belege
1. ↑  Электронное учебно-методическое пособие по немецкому языку для студентов ОЗО  Gegenstand der Defektologie. In: rsu.edu.ru. Archiviert vom Original (nicht mehr online verfügbar) am 1. Mai 2021; abgerufen am 1. Mai 2021.  Info: Der Archivlink wurde automatisch eingesetzt und noch nicht geprüft. Bitte prüfe Original- und Archivlink gemäß Anleitung und entferne dann diesen Hinweis.
2. ↑  Psychoanalyse in Russland. Abgerufen am 6. Mai 2021.
3. ↑  „In der UdSSR gibt es keine Invaliden!...“ Derartiges haben Sie sicherlich noch nie gelesen - Ukraine-Nachrichten. 7. Januar 2012, abgerufen am 8. Mai 2021.
4. ↑  Christian Fröhlich: Analyse: In kleinen Schritten zur gesellschaftlichen Teilhabe? Die gegenwärtige Lage von Menschen mit Behinderungen in Russland | bpb. Abgerufen am 30. April 2021.
5. ↑  Alexander Friedman: „Der wahre sozialistische Mensch“. Der sowjetische Kampfflieger Aleksej P. Mares’ev (1916–2001) und seine Rezeption in der DDR. In: Diskriminiert – vernichtet – vergessen. Steiner, 2016, S. 511-22.
6. ↑  Der Spiegel: Gräber für Lebende. Abgerufen am 8. Mai 2021.
7. ↑  Irina P. Pavlova: Rezension: Diskriminiert – vernichtet – vergessen: Behinderte in der Sowjetunion, unter nationalsozialistischer Besatzung und im Ostblock 1917–1991. In: recensio.net. Abgerufen am 1. Mai 2021.
8. ↑  Kathleen Beger: Erziehung und »Unerziehung« in der Sowjetunion: Das Pionierlager Artek und die Archangelsker Arbeitskolonie im Vergleich. Vandenhoeck & Ruprecht, 2019, ISBN 978-3-647-31094-7 (google.de [abgerufen am 6. Mai 2021]).
9. ↑  Abteilung für Defektologie. Institut für Korrektive Erziehung RAO ist. Abgerufen am 6. Mai 2021.